# Кирзавод (Иркутская область)
Кирзаво́д — деревня в Черемховском районе Иркутской области. Входит в состав Черемховского муниципального образования.

## География
Деревня находится на расстоянии 12 км (по прямой) к северо-западу от города Черемхово, административного центра района.

## Население
| 2002 | 2010 | 2011 | 2012 |
| ---- | ---- | ---- | ---- |
| 172  | ↘159 | →159 | ↘156 |

## Улицы
- ул. Полевая,
- ул. Степная,
- ул. Торговая.